# Lipotriches halictella
Lipotriches halictella är en biart som först beskrevs av Cockerell 1905.  Lipotriches halictella ingår i släktet Lipotriches och familjen vägbin. Inga underarter finns listade i Catalogue of Life.

## Bildgalleri

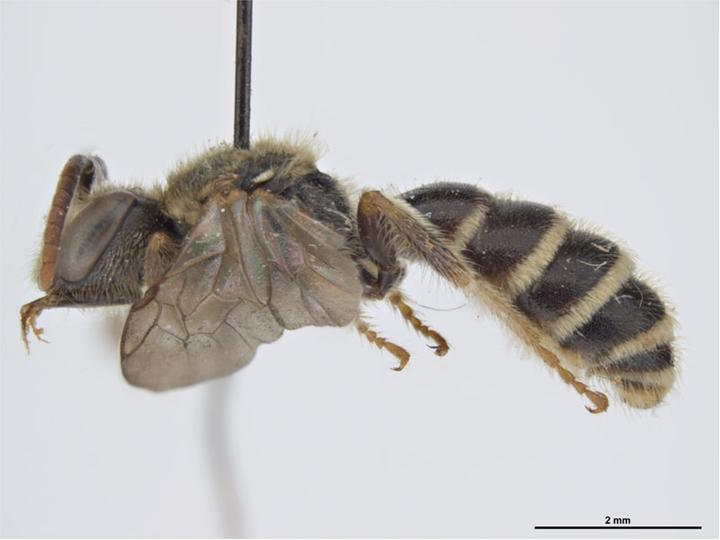